# Nagarjun
Nagarjun (nep. नागार्जुन) – gaun wikas samiti w zachodniej części Nepalu w strefie Mahakali w dystrykcie Baitadi. Według nepalskiego spisu powszechnego z 2011 roku liczył on 412 gospodarstw domowych i 1961 mieszkańców (1104 kobiety i 857 mężczyzn).